# Hotentotska pregača
Hotentotska pregača (ili Sinus pudoris; veo srama), enormno povećanje ženskih organa labia minora (sing. l. minus) koje je prvi opisao Carl Linné 1758., među hotentotskim ženama, kod kojih se ovaj organ dok žena stoji uspravno, nalazi oko 10 centimetara izvan vulve. Kako su obje usnice spojene, kod ranih autora opisivane su kao jedan organ koji su na francuskom nazvali tablier, ili pregača. Istezivanje usana vršile su obično tetke nad djevojčicama između 4 ili 5 godina.
Najpoznatija Hotentotkinja zbog ovog običaja postala je Sarah "Saartjie" Baartman (prije 1790 – 29. prosinca 1815.), koja je uz još najmanje 2 suplemenice kao hotentotska venera, bila naga prikazivana sa svojom hotentotskom pregačom i steatopigijom po pozornicama diljem Europe, za koju je u kolonijalno doba bila dokaz da su narodi Afrike na razini majmuna.